# Moeda de cinquenta centavos do real
A moeda de cinquenta centavos do real entrou em circulação em 1 de julho de 1994, quando do lançamento do novo padrão monetário por ocasião do Plano Real. A moeda continua em circulação, tendo emissões de novos lotes anualmente, à exceção de 1996, 1997, 1999, e 2004, quando não houve cunhagem de moedas nesse valor.

## Primeira família (1994-1997)
A moeda de cinquenta centavos da primeira família foi cunhada apenas em 1994 e 1995, ao contrário das moedas de valores faciais inferiores.

### Anverso
O anverso possuí a Efígie da República, o dístico "BRASIL" e ramos de louro estilizados.

### Reverso
O reverso apresenta o valor de face, o ano de produção da moeda e ramos de louro estilizados.

### Tiragem
Tiragem das moedas de 50 centavos da primeira família por ano de produção: 
- 1994 - 421.898.000
- 1995 - 60.000.000

## Segunda família (1998-hoje)
Em 1 de julho de 1998 foi lançada a 2ª família de moedas, que representou uma grande mudança estilística nas moedas do padrão. A nova moeda de cinquenta centavos apresenta como peculiaridade uma inscrição no bordo, "BRASIL * ORDEM E PROGRESSO".
Inicialmente, a moeda era feita de cuproníquel. Contudo, devido a um aumento significativo no preço dos materiais utilizados na fabricação, o cuproníquel foi substituído por aço inoxidável, material utilizado nas moedas cunhadas a partir de 2002. As alterações no aspecto físico foram pouco significativas no tocante à tonalidade, brilho e massa ligeiramente menor.

### Anverso
O anverso mostra a efígie de José Maria da Silva Paranhos Júnior (1845-1912), Barão do Rio Branco, estadista, diplomata e historiador brasileiro, considerado o símbolo da diplomacia do Brasil, ladeada pelos dísticos "BRASIL" e "RIO BRANCO", e por cena alusiva à dinamização da política externa brasileira no início da República e à consolidação dos limites territoriais com vários países.

### Reverso
No reverso à esquerda, linhas diagonais de fundo dão destaque ao dístico correspondente ao valor facial, seguido dos dísticos "centavo" e o correspondente ao ano de cunhagem. Há também uma esfera sobreposta por uma faixa de júbilo, que, com a constelação do Cruzeiro do Sul, faz alusão ao Pavilhão Nacional.

### Tiragem
As moedas de 50 centavos de real foram todas produzidas na  Casa da Moeda do Brasil, com exceção da série 2019A, produzida na Holanda pela Royal Dutch Mint. Tiragem das moedas de 50 centavos da segunda família por ano de produção: 
Primeira emissão (cuproníquel):
- 1998 - 24.900.000
- 1999 - 0
- 2000 - 14.912.000
- 2001 - 14.735.000

Segunda emissão (aço inoxidável):
- 2002 -  189.952.000
- 2003 -  143.696.000
- 2004 -  0
- 2005 -  122.416.000
- 2006 -    39.984.000
- 2007 -  130.032.000
- 2008 -  290.080.000
- 2009 -  300.048.000
- 2010 -  170.016.000
- 2011 -  116.928.000
- 2012 -  100.016.000
- 2013 -  350.000.000
- 2014 -    56.112.000
- 2015 -    69.167.000
- 2016 -  180.096.000
- 2017 -  110.880.000
- 2018 -  106.960.000
- 2019 -  137.536.000
- 2019 A - 47.264.000
- 2020 -  134.512.000